# Synowie Katie Elder
Synowie Katie Elder (org. The Sons of Katie Elder) – amerykański western z 1965 roku w reż. Henry’ego Hathawaya. Scenariusz filmu został oparty na opowiadaniu Talbota Jenningsa.

## Fabuła
Czterej bracia Elder przybywają po śmierci matki do rodzinnego miasteczka. Mężczyźni ci reprezentują sobą różne osobowości i charaktery: John to roztropny rewolwerowiec, Tom to brawurowy szuler i hazardzista, Mat – ostrożny handlarz, natomiast najmłodszy i najmniej obyty Bud jest uczniem koledżu. Na miejscu dowiadują się, że scheda po matce, okazałe ranczo, należy do lokalnego handlarza bronią Hastingsa, który wygrał je od ojca Elderów w karty, tuż przed jego niewyjaśnionym zabójstwem. Wkrótce bracia odkrywają, że to właśnie on stoi za śmiercią ich ojca. Wtedy przychodzi im zmierzyć się z przebiegłym i bezwzględnym Hastingsem, napuszczonym przez niego szeryfem i lokalną społecznością. Konfrontacja ta, obfitująca w strzelaniny i ofiary po obydwu stronach, finalnie kończy się pojedynkiem pomiędzy Hastingsem, a Johnem Elderem. Zwycięsko wychodzi z niej John, bowiem tylko on, dzięki swoim cechom, jest w stanie pokonać Hastingsa. 

## Obsada aktorska
- John Wayne – John Elder
- Dean Martin – Tom Elder
- Martha Hyer – Mary Gordon
- Michael Anderson Jr. – Bud Elder
- Earl Holliman – Matt Elder
- Jeremy Slate – Ben Latta
- James Gregory – Morgan Hastings
- Paul Fix – Billy Wilson
- George Kennedy – Curley
- Dennis Hopper – Dave Hastings
- Sheldon Allman – Harry Evers
- John Litel – pastor
- John Doucette – Hyselman
- James Westerfield – pan Vennar
- Rhys Williams – Charlie Striker
- John Qualen – Charlie Biller
- Rodolfo Acosta – Bondie Adams
- Strother Martin – Jeb Ross
- Percy Helton – pan Peevey
- Karl Swenson – Doc Isdell

i in. 

## O filmie
Obraz jest z grubsza oparty na prawdziwej historii braci Marlow żyjących w Oklahomie w II połowie XIX w., którą opisała Glenn Shirley w swojej książce w 2009 roku.  
Film spotkał się z bardzo życzliwym przyjęciem krytyków, chwalono reżyserię, a zwłaszcza rolę Wayne’a. Według nich, to właśnie one złożyły się na klasyczny, wręcz standardowy western akcji.
W rankingu popularnego, filmowego serwisu internetowego Rotten Tomatoes obraz posiada obecnie (2022) stuprocentową, najwyższą, pozytywną ocenę "czerwonych pomidorów". 
Plenery filmu to Durango w Kolorado i miasto Meksyk w Meksyku oraz Sierra Madre Zachodnia<ref. 
Obraz okazał się być niezłym sukcesem finansowym, dochody z jego rozpowszechniania kilkukrotnie przewyższyły koszty jego produkcji. 

## Nawiązania
W 2005 John Singleton wyreżyserował remake filmu. Nosił on tytuł Czterej bracia, a jego akcja osadzona była w realiach współczesnego Detroit.